# 重新唱vol.1
《重新唱vol.1》是香港歌手黎明的迷你專輯，由唱片公司A music於2022年1月6日在線上音樂平台推出。黎明在社交網站發文交代整個錄製新版歌曲的過程，在發文後的一天內有近五萬點閱，約二千五百人轉發，及超過四千個讚好，被形容為勾起一代人的集體回憶及收集實體唱片的日子。

## 製作概念
《重新唱vol.1》收錄了〈夏日傾情〉、〈愈夜愈有機〉、〈戀愛者聯盟〉3首歌曲，〈夏日傾情〉是黎明於1993年推出的作品，曾經登上香港各大音樂流行榜的冠軍位置，並獲得多個音樂獎項，黎明表示自己熟悉此歌曲，即使需要在演唱會或綵排時唱這首歌，亦不必重聽唱片，因此他已經很久沒有聽過這首歌的唱片版本，直到2021年在乘坐別人的汽車時聽到別人播放當年的版本。黎明以自嘲方式表示自己當年唱這首歌的震音過多且演唱技巧已經過時，因此決定重新演繹此歌曲
，並表示只重新演繹一首歌曲有點浪費，故選擇重新編曲及錄製歌曲〈越夜越有機〉，將原版旋律中的槍聲刪除，使到歌曲帶點和平氣氛。

## 曲目列表
| 重新唱vol.1曲目 | 重新唱vol.1曲目      | 重新唱vol.1曲目 | 重新唱vol.1曲目               | 重新唱vol.1曲目 | 重新唱vol.1曲目              | 重新唱vol.1曲目 |
| 曲序            | 曲目                 |                 | 作曲                          | 编曲            | 备注                         | 时长            |
| --------------- | -------------------- | --------------- | ----------------------------- | --------------- | ---------------------------- | --------------- |
| 1.              | 夏日傾情（重新唱）   | 向雪懷          | Takashi Miki、Yasushi Akimoto | 何秉舜          | 舊版本收錄於《夏日傾情》專輯 | 4:15            |
| 2.              | 越夜越有機（重新唱） | 甄健強          | 雷頌德                        | 何秉舜          | 舊版本收錄《北京站》專輯     | 3:24            |
| 3.              | 戀愛者聯盟           | 周耀輝          | WE5                           | 何秉舜          | 〈超平凡人的主題曲〉國語版   | 3:23            |
| 总时长：        | 总时长：             | 总时长：        | 总时长：                      | 总时长：        | 总时长：                     | 11:02           |

## 評論摘要
2022年1月6日，黎明通過社交網站平台講述重新演繹舊曲的原因，在發文後的一小時內獲得二萬多個讚好，網民留言表示欣賞黎明與時並進及不斷求變的態度，認為重新錄製的〈夏日傾情〉感覺清新，在編曲及演繹上都帶給聽眾不一樣的感覺
，也有網民重聽1993年的版本後，表示當年的版本同樣演繹出色。專輯推出半天後，黎明在社交平台的留言區表示「此刻心情非常複雜」，指有人分享訊息給他，指歌曲〈夏日傾情〉登上iTunes排行榜第一位，而〈越夜越有機〉亦登上第十位，並稱讚他的演繹方法跟當年一樣，他其後發現排行第一位和第十位的歌曲都是當年的版本，令他感到無奈，他認為部份聽眾在收聽歌曲時誤選了舊版本，並呼籲聽眾不要給錯鼓勵，網民則留言指無論新版或舊版歌曲都同樣動聽，同時也有財經評論以黎明重錄歌曲〈夏日傾情〉為題材，講述投資道理。